# Pia de' Tolomei
(Purgatorio V, 130-136)
Pia de' Tolomei (Siena, ... – Maremma, XIII secolo) è stata una gentildonna senese identificata, secondo una tradizione legata agli antichi commentatori della Divina Commedia, con la Pia citata da Dante nel V canto del Purgatorio.

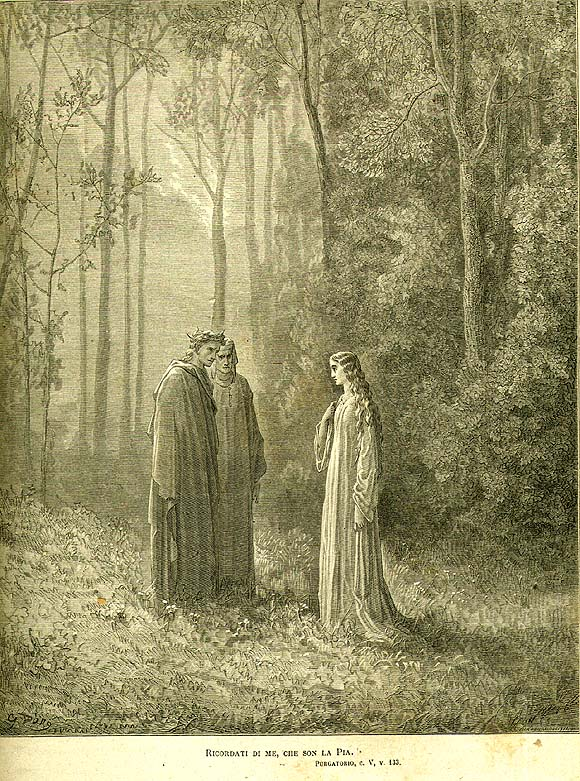
Pia de Tolomei, illustrazione di Gustave Doré

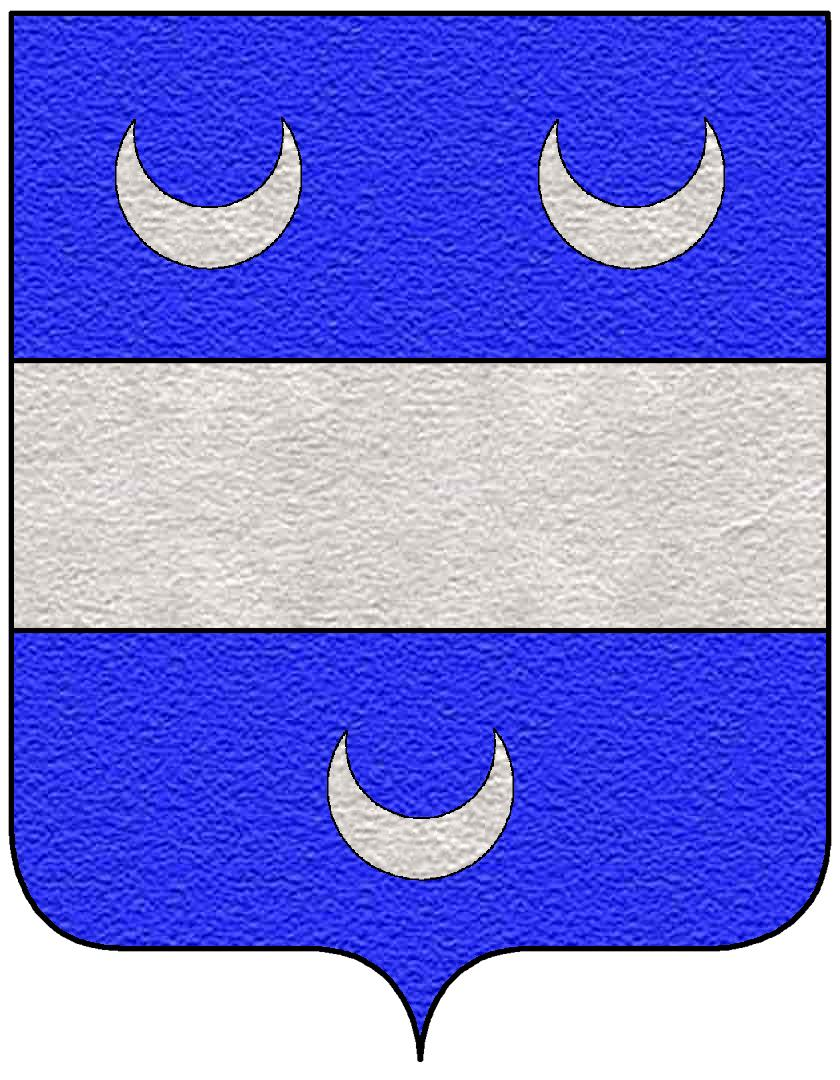
Stemma dei Tolomei

La sua biografia è stata ricostruita per chiarire la vicenda misteriosa del personaggio del passo dantesco, tramite l'integrazione delle varie informazioni archivistiche disponibili. Essa culminò col presumibile omicidio della nobildonna, scandaloso al tempo della scrittura della Commedia e lungamente restato oscuro, sino a tempi molto recenti.

## Biografia

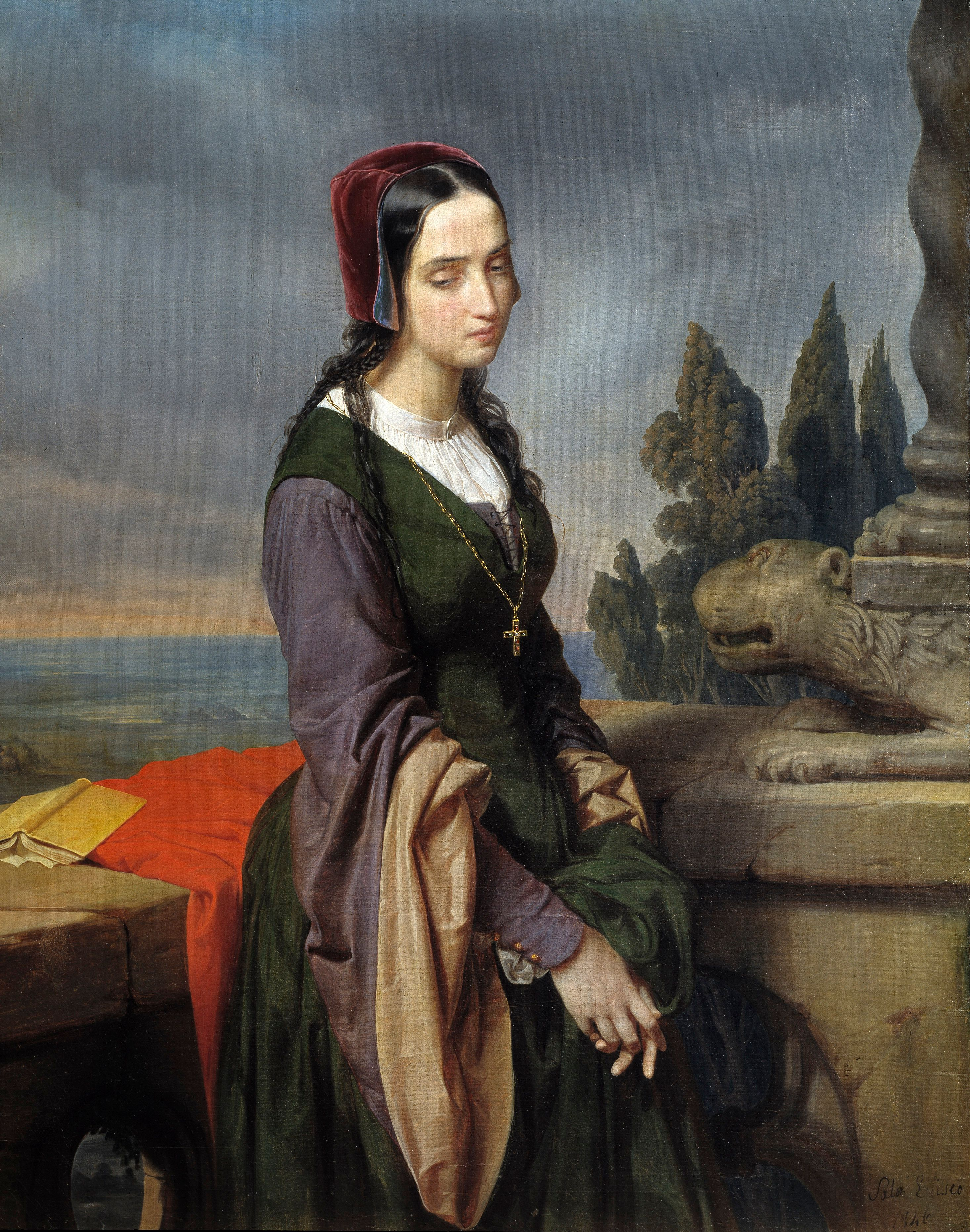
Malinconia o Pia de' Tolomei, Eliseo Sala 1846

Nel canto V del Purgatorio, tra i morti che hanno subito violenza e si sono pentiti solo in fin di vita, appare una donna molto dolce, che scambia alcune parole con Dante assieme ad altre anime. Svela di chiamarsi Pia e vuole essere ricordata in Terra per accelerare il suo purgarsi.
Ella enuncia gentilmente e brevemente al pellegrino il luogo in cui nacque, Siena, e in cui fu uccisa, la Maremma. Allude amaramente al suo assassino, il marito, come a colui che, dandole la morte, non rispettò la promessa di indissolubile fedeltà dell'anello nuziale. Pia racconta la sua storia a Dante con una concisione quasi cronachistica, a sottolineare il suo completo distacco dalla vita e dal mondo terreno: tutta l'enfasi della donna è nel suo «Ricorditi». È l'unica anima nel canto dalla quale traspare un velo di cortesia, chiedendo al poeta di ricordarla tra i vivi, solo quando si sarà riposato dal lungo viaggio. Dopo il tumultuoso crescendo del racconto dell'anima precedente, Bonconte da Montefeltro, il canto si chiude con il tono elegiaco e malinconico dell'appello di Pia.
Quel «Ricorditi di me... » così struggente è diventato uno dei versi più famosi del poema (anche se non è l'unica anima a formulare tale richiesta) ed è permeato di femminile levità, sottolineata dall'uso dell'articolo determinativo davanti al nome («la Pia»), tipico del linguaggio familiare. Pia ha bisogno che Dante preghi per lei, perché sa che nessuno della sua famiglia lo farebbe: lo chiede per accelerare la sua salita verso il paradiso.
La celebrità di questo passo è però dovuta soprattutto all'alone di mistero che circonda la figura di Pia. L'identificazione con Pia de' Tolomei è stata sin qui accettata, anche se mai documentata in modo decisivo. I commentatori antichi del poema la indicarono subito come una donna della famiglia dei Tolomei di Siena, andata sposa a Nello dei Pannocchieschi, signore del Castel di Pietra in Maremma, podestà di Volterra e Lucca, capitano della Taglia guelfa nel 1284 e vissuto almeno fino al 1322, anno in cui fece testamento. Dallo stesso si rivela il legame politico con la città di Siena. È documentato il suo secondo matrimonio, da vedovo, con Margherita Aldobrandeschi, contessa di Sovana e Pitigliano. In questo vuoto (gli archivi tacciono su chi fosse stata la prima moglie di Nello) fu inserita, forse tendenziosamente, la figura di Pia de' Tolomei.

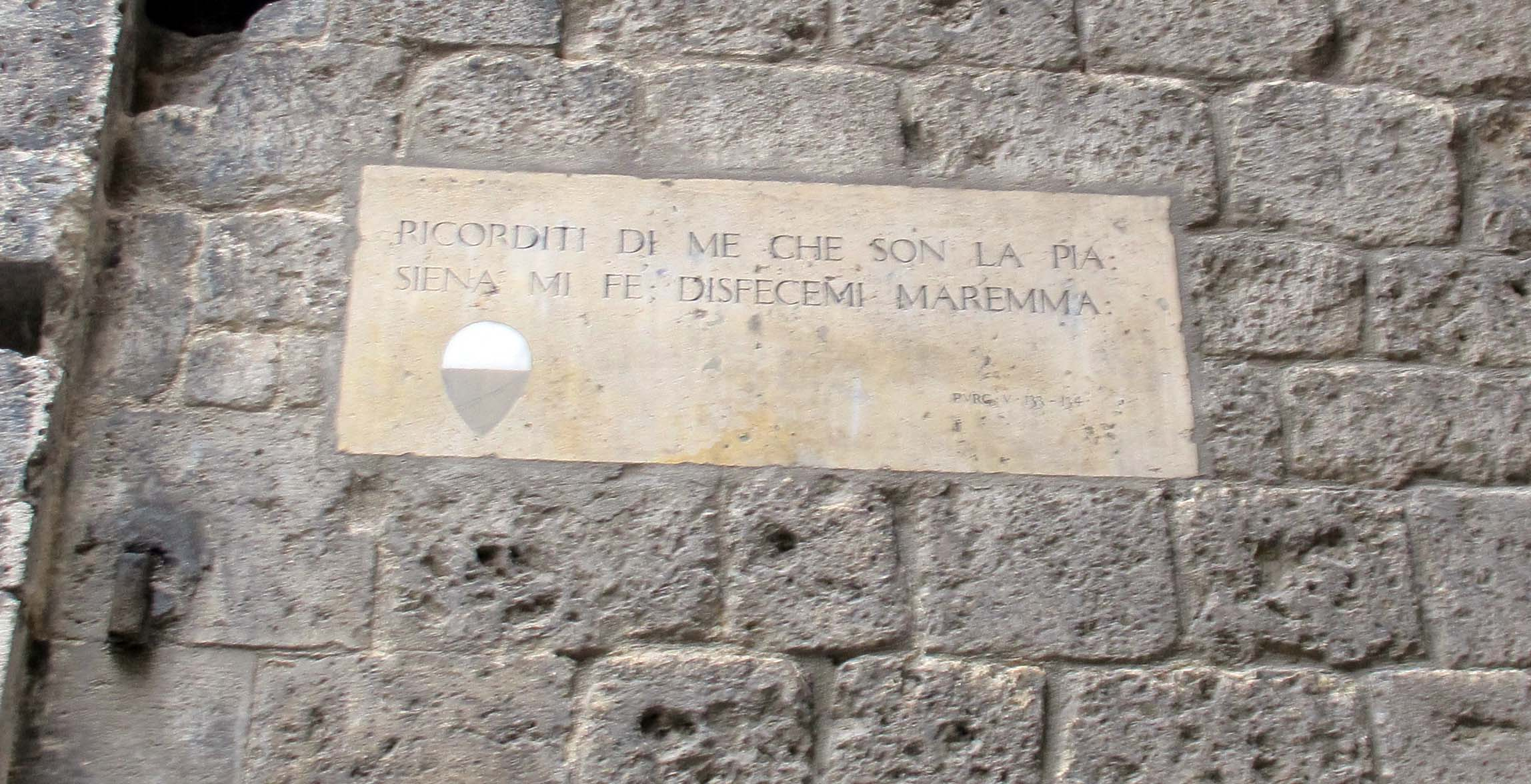
Purgatorio V, vv. 133-134

Nello infatti possedeva il Castel di Pietra in Maremma, dove nel 1297 egli dapprima avrebbe rinchiuso la donna per poi ordinare il suo omicidio facendola gettare da una finestra, forse per la scoperta della sua mai provata infedeltà, forse per liberarsi di lei, desiderando il nuovo matrimonio.
Secondo altri commentatori antichi potrebbe essere stata uccisa per aver commesso qualche fallo (tesi di Jacopo della Lana, l'Ottimo e Francesco di Bartolo); secondo altri ancora, quali Benvenuto e l'anonimo fiorentino del XIV secolo, per uno scatto di gelosia del marito.
Nello di Inghiramo dei Pannocchieschi della Pietra sposò sicuramente Margherita Aldobrandeschi dalla quale ebbe anche un figlio, Binduccio o Bindoccio, che morì a tredici anni perché buttato in un pozzo a Massa Marittima per mano di sicari della famiglia Orsini. Ma non ci sono attestazioni sul matrimonio precedente del conte Pannocchieschi. Inoltre, al tempo di Nello, in casa Tolomei non esisteva nessuna figlia o nipote che si chiamasse Pia. 
Più recenti ipotesi identificano Pia con una Malavolti, sposatasi per procura di Nello de' Pannocchieschi con Tollo, signore di Prata, vassallo degli Aldobrandeschi, nel 1285 ucciso ignominiosamente sul sagrato della chiesa dai suoi tre stessi nipoti, per aver stretto un patto con Siena. Alla morte del marito Tollo, secondo la legge, Pia de' Malavolti sarebbe andata in sposa a Nello ("'nnanellata pria / disposando m'avea con la sua gemma") quale garante delle nozze. La sorte della Pia, che seguì quella del marito, fu forse volutamente sviata dai veri esecutori e mandanti, in quanto ancora al tempo di Dante origine di scandalo, seppur misteriosa.

## Pia de' Tolomei nella cultura di massa
La fama del personaggio di Pia de' Tolomei è documentata da numerosi libri, alcuni anche monografici, e film sulla sua storia, oltre a un'opera lirica di Donizetti, che ne rinverdì il mito nell'Ottocento, e un'opera rock di Gianna Nannini. Nelle varie opere troviamo versioni differenti sia sulla fedeltà coniugale di Pia (adultera vera oppure falsamente accusata) sia sulla sua morte (perita di stenti, oppure gettata dal marito giù dal balcone, o ancora accidentalmente caduta da esso).

### Letteratura
- Novelle (prima parte, novella XII), raccolta di Matteo Bandello (1554)
- La Pia de' Tolomei: leggenda romantica, poemetto di Bartolomeo Sestini (1822)
- Pia de' Tolomei, tragedia di Carlo Marenco (1836)
- Pia de' Tolomei, poemetto popolare di Giuseppe Moroni detto il Niccheri (1873)
- Pia de' Tolomei, romanzo di Carolina Invernizio (1879)
- Pia de' Tolomei, poemetto di Giuseppe Baldi (1889)
- Pia de' Tolomei. Romanzo storico, romanzo di Diana Da Lodi (1900)
- La leggenda della Pia, romanzo di Decimo Mori (1907)
- Dialogo della Palude, di Marguerite Yourcenar (1930)
- Pia de' Tolomei. Composizione in ottava rima secondo la tradizione cantata, ristampa del poemetto di Giuseppe Moroni detto il Niccheri, a cura di Guglielmo Amerighi (1972)
- Pia de' Tolomei (racconto di vita e morte), dramma teatrale sul mito di Luca Rossi detto Lam (2003)
- Pia de' Tolomei e le "Notizie sulle Maremme toscane" , la leggenda romantica di Bartolomeo Sestini, a cura di Alessandro Bencistà, (2005)
- Matrimonio di sangue, romanzo di Mario Sica (2007)
- La Gemma di Siena, di Marina Fiorato

### Musica
- Pia de' Tolomei, opera di Gaetano Donizetti e Salvadore Cammarano (1837), tratta dal poemetto omonimo di Bartolomeo Sestini (1822)
- La Pia, dalla Divina Commedia di Dante, melodia di Antonino Palminteri (1881 circa)
- Dante's Prayer, canzone di Loreena McKennitt contenuta nell'album The Book of Secrets (1997)
- ¿Pia? , dialogo drammatico musicale in un atto di Azio Corghi (libretto di Azio Corghi, liberamente tratto da Il dialogo della palude di M. Yourcenar) (prima rappr. 9/7/2004)
- La Divina Commedia, opera di Marco Frisina (2007)
- Pia come la canto io, concept album di Gianna Nannini (2007)
- La Pia de' Tolomei, opera rock di Gianna Nannini, su testo di Pia Pera (2010)
- Pia de’ Tolomei, melodramma in musica e canto sotto forma di Bruscello Poliziano, direzione musicale e musiche: Luciano Garosi, libretto: Irene Tofanini, regia: Marco Mosconi, direzione artistica: Franco Romani, Città di Montepulciano, compagnia popolare del Bruscello

### Cinema
- Pia dei Tolomei, cortometraggio muto del 1908 diretto da Mario Caserini
- Pia de' Tolomei, regia di Gerolamo Lo Savio (1910)
- Pia de' Tolomei, regia di Esodo Pratelli (1941)
- Pia de' Tolomei, regia di Sergio Grieco (1958)